# Malcata (Sabugal)
Malcata é uma povoação portuguesa sede da Freguesia de Malcata do Município de Sabugal, freguesia com 30,82 km² de área e 322 habitantes (censo de 2021), tendo, por isso, uma densidade populacional de 10,4 hab./km².
Conta-se que nesta aldeia existiu uma muralha, mas nunca foram encontrados vestígios arqueológicos.

## Demografia
A população registada nos censos foi:
| Distribuição da População por Grupos Etários | Distribuição da População por Grupos Etários | Distribuição da População por Grupos Etários | Distribuição da População por Grupos Etários | Distribuição da População por Grupos Etários |
| -------------------------------------------- | -------------------------------------------- | -------------------------------------------- | -------------------------------------------- | -------------------------------------------- |
| Ano                                          | 0-14 Anos                                    | 15-24 Anos                                   | 25-64 Anos                                   | > 65 Anos                                    |
| 2001                                         | 29                                           | 24                                           | 132                                          | 166                                          |
| 2011                                         | 23                                           | 10                                           | 125                                          | 174                                          |
| 2021                                         | 17                                           | 12                                           | 88                                           | 205                                          |

## Património
- Igreja Matriz (Igreja Paroquial de São Bernabé)
- Capela de São Domingos
- Nichos/Alminhas
- Chafarizes
- Forno Comunitário
- Torre do Relógio
- Moinhos do Rio Côa
- Casas de xisto
- Queijaria
- Quartel da Guarda Fiscal

## Festas e romarias
As grandes festas da Malcata decorrem no 2.º domingo de agosto e são em honra a São Barnabé, São Domingos, Sagrado Coração de Jesus, Nossa Senhora do Rosario e Senhora dos Caminhos.
Outras festas são a festa do São João no dia 24 do mês de Junho e a festa da carqueja, no mês de Maio.

## Equipamentos sociais
- Junta de Freguesia
- Escola Primária (encerrada)
- Infantário (encerrado)
- ACDM (Associação Cultural e Desportiva de Malcata)
- ASSM (Associação de Solidariedade Social de Malcata): Lar da Terceira Idade
- ACPM (Associação de Caça e Pesca Malcatense) AMCF (Associação Malcata Com Futuro)